# Uppsala General Catalogue
O Uppsala General Catalogue of Galaxies, ou Catálogo Geral de Uppsala de Galáxias, (UGC) é um catálogo de 12.921 galáxias visíveis do hemisfério norte. Foi publicado em 1973.
O catálogo inclui praticamente todos os galáxias ao norte de declinação -02° 30' e de uma limitação de diâmetro de 1,0 minuto de arco ou limitado a uma magnitude aparente de 14.5. A principal fonte de dados vem das observações do Palomar Observatory Sky Survey (POSS). Também inclui galáxias menores que 1,0 minuto de arco de diâmetro, porém mais brilhantes do que a magnitude 14,5 do Catalogue of Galaxies and Clusters of Galaxies (CGCG).
O catálogo contém descrições das galáxias e seus arredores, além de sistema convencional e classificações posição ângulos para galáxias achatadas. Diâmetros das galáxias são incluídos e as classificações e descrições são dadas de forma a proporcionar tão precisa quanto possível de conta a aparência das galáxias sobre as imagens. A precisão das coordenadas é apenas o necessário para fins de identificações.

## Anexo
Existe um anexo ao catálogo denominado Uppsala General Catalogue Addendum que é abreviado como UGCA.